# Вибух Boeing 747 над Атлантичним океаном
Катастрофа Boeing 747 під Корком — велика авіаційна катастрофа внаслідок теракту, що відбулася в неділю 23 червня 1985 року в небі над Атлантичним океаном. Авіалайнер Boeing 747-237B авіакомпанії Air India здійснював плановий рейс AI182 за маршрутом Монреаль — Лондон — Делі — Бомбей. При заході до Лондона (за 176 км від Корка (Ірландія)) на його борту стався вибух, який призвів до загальної розгерметизації фюзеляжу, внаслідок чого літак був зруйнований у повітрі. Загинули всі 329 осіб, які перебували на борту — 307 пасажирів і 22 члени екіпажу.
Катастрофа рейсу 182 стала найбільшою авіакатастрофою в нейтральних водах, першим терактом на літаках Boeing 747 і найбільшим терактом в історії Канади.
Було встановлено, що до вибуху рейсу 182 причетні сикхські терористи Лал Сінгх та Аммана Сінгх, які готували замах на президента Індії Раджива Ганді під час його візиту до США.

## Літак
Boeing 747-237B (реєстраційний номер VT-EFO, заводський 21473, серійний 330) був випущений в 1978 році (перший політ здійснив 19 червня). 30 червня того ж року був переданий авіакомпанії «Air India», в якій отримав ім'я «Emperor Kanishka». Оснащений чотирма турбореактивними двигунами Pratt & Whitney JT9D-7J. На день катастрофи лайнер здійснив 7525 циклів «зліт-посадка» і налітав 23 634 години.

## Екіпаж та пасажири
У Монреалі в рейсу 182 змінився екіпаж. Склад нового екіпажу рейсу AI182, що летів за маршрутом Монреаль-Лондон-Делі-Бомбей, був таким:
- Командир повітряного судна (КПС) — 56-річний Ханс С. Нарендра (англ. Hanse S. Narendra). Досвідчений пілот, пропрацював в авіакомпанії «Air India» 28 років і 8 місяців (з 1 жовтня 1956 року). Керував літаком Boeing 707 (спочатку другим пілотом, а потім КВС). На посаді командира Boeing 747 — з 14 лютого 1973 року (до цього керував ним в якості другого пілота). Налітав 20 379 годин, 6487 з них на Boeing 747 (6364 з них в якості КВС).
- Другий пілот — 41-річний Сатвіндер С. Біндер (англ. Satwinder S. Bhinder). Досвідчений пілот, пропрацював в авіакомпанії «Air India» 7 років і 8 місяців (з 12 жовтня 1977 року). Керував літаком Boeing 707. На посаді другого пілота Boeing 747 — з 17 травня 1980 (крім того, у нього був досвід управління цим літаком в якості КВС). Налітав 7489 годин, 2469 з них на Boeing 747.
- Бортінженер — 57-річний Дара Думасом (англ. Dara Dumasia). Пропрацював в авіакомпанії «Air India» 29 років і 7 місяців (з 27 жовтня 1954 року). Керував літаком Boeing 707. На посаді бортінженера Boeing 747 — з 6 лютого 1974 року. Налітав 14 885 годин, 5512 з них на Boeing 747.

У салоні літака працювали 19 бортпровідників:
- Джамшид Діншоу (англ. Jamshed Dinshaw), 40 років — старший бортпровідник. В «Air India» з 17 грудня 1984 року.
- Сампат Лазар (англ. Sampath Lazar), 44 роки. У «Air India» з 1 квітня 1985 року.
- Канайо Такур (англ. Kanaya Thakur), 46 років. У «Air India» з 18 лютого 1985 року.
- Індер Такур (англ. Inder Thakur), 35 років. У «Air India» з 9 травня 1984 року.
- Суніл Шукла (англ. Sunil Shukla), 33 роки. У «Air India» з 23 січня 1985 року.
- Шона Сінгх (англ. Shobna Singh). У «Air India» з 15 січня 1985 року.
- Ношір Вайд (англ. Noshir Vaid), 34 роки. У «Air India» з 2 травня 1985 року.
- Б.К. Сена (англ. BK Sena). У «Air India» з 3 грудня 1984 року.
- Нелі Кашіпрі (англ. Neli Kashipri), 30 років. У «Air India» з 12 вересня 1984 року.
- Каран Сет (англ. Karan Seth), 38 років. У «Air India» з 11 лютого 1985 року.
- Сюзіла Реу (англ. Suseela Raghaven), 23 роки. У «Air India» з 13 липня 1984 року.
- С. Чатге (англ. S. Chatge). У «Air India» з 10 квітня 1985 року.
- Рима Басін (англ. Rima Bhasin), 22 роки. У «Air India» з 11 лютого 1985 року.
- Ліна Кай (англ. Leena Kaj), 25 років. У «Air India» з 17 квітня 1985 року.
- Памела Діншоу (англ. Pamela Dinshaw), 26 років. У «Air India» з 17 грудня 1984 року.
- Шерон Ласарадо (англ. Sharon Lasarado), 23 роки. У «Air India» з 15 квітня 1985 року.
- Елен Родрікс (англ. Elaine Rodricks), 32 роки. У «Air India» з 10 червня 1985 року.
- С. Каонкар (англ. S. Caonkar). У «Air India» з 3 квітня 1985 року.
- Рита Фансекар (англ. Rita Phansekar), 26 років. У «Air India» з 29 квітня 1985 року.

| Громадянство    | Пасажири | Екіпаж | Всього |
| --------------- | -------- | ------ | ------ |
| Канада          | 268      | 0      | 268    |
| Велика Британія | 27       | 0      | 27     |
| Індія           | 0        | 22     | 22     |
| Не вказано      | 12       | 0      | 12     |
| Всього          | 307      | 22     | 329    |